# فيليكس دانر
فيليكس دانر (بالألمانية: Felix Danner) مواليد 24 يوليو 1985 في فرايبورغ، ألمانيا، هو لاعب كرة يد ألماني يلعب كمحور. يلعب حاليا مع نادي ملزونغن لكرة اليد. مثل منتخب ألمانيا لكرة اليد.

## روابط خارجية
- فيليكس دانر على موقع الاتحاد الأوروبي لكرة اليد (الإنجليزية)
- فيليكس دانر على موقع الدوري الألماني لكرة اليد (الألمانية)